# Diadasia opuntiae
Diadasia opuntiae là một loài Hymenoptera trong họ Apidae. Loài này được Cockerell mô tả khoa học năm 1901.